# Марлон Брутал
Вукашин Јаснић (Београд, 14. октобар 1989), познатији под псеудонимом Марлон Брутал, српски је репер. Музичку каријеру започео је 2005. године, а познат је по агресивном и тврдом репу.

## Биографија и каријера
Рођен је у Београду 14. октобра 1989. године, а одрастао је у новобеоградском Блоку 21. Аутор је неколико битова за своје песме, али каријеру гради као репер. Прву песму снимио је 11. новембра 2005. године у студију код продуцента Деш Бејбија, на коју је репер Блоковски доснимио своју строфу, а нумера је названа Блокови су све. Након тога, објавио је неколико соло песама у кућној продукцији, а широј јавности постао је познат након објављивања песама Блок Сајмиште и ХЦЗ КЗЦ.
Сарађивао је са реперима као што су Шкабо, Блоковски, Арафат, Зли Тони, Сале Тру, Чода Оптимус, Ђус, Цоби, групама Black ring crew, ТХЦФ и многим другим. Био је члан реп колектива Фантастична четворка са Шкабом, Жоблом, диџеј Ајроном и колектива Бригада, са Шеф Салетом, Млатом, Цобраном, Жутим, Кум Мајком и Жози Жо-ом.
Године 2009. у сарадњи са Шкабом снимио је песму Мафија у плавом као реакцију на убиство Ђорђа Зарића од стране полицијског службеника.
Први соло концерт имао је 23. децембра 2011. године на београдском сплаву Поветарац. Са групом Фантастична четворка наступао је на хуманитарном концерту за Косово и Метохију на стадиону Црвене звезде 2010. године, као гост на концерту Београдског Синдиката у Београдској арени, 28. априла 2012. године, у Русији, Швајцарској и на многим другим концертима.
Након успостављања сарадње са великим бројем српских репера, добио је улогу Ђолета, једну од главних у филму Клип из 2012. године.
Године 2012 и 2013. био је подвргнут операцијама гласних жица, а након повратка на сцену гостовао је на песми репера Арафата З бркатим Јеврејем на слици која је објављена 19. јуна 2013. године, за коју је такође снимљен спот. У јануару 2014. године Марлон Брутал још једном је сарађивао са репером Арафатом, овог пута на нумери Нисам то што мислиш, а након тога и на његовом првом соло албуму под називом Закуни се, на песмама Закуни се и Амазон. Током 2014. године веће концерте имао је на фестивалу Сви као један и као гост групе ТХЦФ у београдском клубу Барутана.
У сарадњи са репером Ђусом објавио је у новембру 2018. године песму Маче, снимљену као саундтрек за филм Јужни ветар. У августу 2019. године за IDJVideos објавио је песму Иван Гавриловић.
Заједно са групом ТХЦФ снимио је песму Балкански сан, која је објављена 10. марта 2020. године за IDJVideos. За саундтрек ТВ серије Јужни ветар, снимио је нумеру Дизел у сарадњи са Газда Пајом. Песма је објављена у априлу 2020. године, а исте године у јуну објављен је и спот за песму.
Дана 30. октобра 2021. године за IDJVideos објавио је пројекат под називом „Блокументарац” који садржи песме Омерта, Талијано (са Газда Пајом), Много њих, Ла бомбонера, Банда и песму Сергио.
Гостовао је на песми Рататата певачице Мими Мерцедес, која је објављена 21. октобра 2022. године, заједно са видео спотом.

## Дискографија

### Албуми и ЕП-ови
- Блокументарац (2021) (ЕП)

### Синглови и гостовања
- Брате много вариш
- Блокаш оригинал
- Блок сајмиште
- Бели реп
- Блокови су све (са Блоковским)
- Моје парче неба
- Теријерска крв
- Три мале фавеле
- (са Салетом труом)
- Булевар насиља (са групом ТХЦФ)
- Бејбе бејбе (ти ниси тако добар) (са групом Фантастична четворка)
- Реп и град (са групом Фантастична четворка)
- У блоку (са Салетом Труом)
- Не смеш даље
- М. У. П (мафија у плавом) (са Шкабом)
- Фавела
- ХЦЗ КЦЗ
- На ћошку
- Оба тројица (са Шкабом и Салетом труом)
- Блокови су све (са Блоковским)
- Мој бас (са Жози Жоом, Шкабом, Салетом труом и групом ТХЦФ)
- Чил сине (са Салетом труом)
- Ко торнадо (са групом Бригада)
- Чињенице и бројке (са Black ring crew-ом и Палкетом)
- Земљом ходам грешан (са Чодом Оптимус)
- Нисам то што мислиш (са Арафатом и Злим Тонијем)
- Барјак црн к'о ноћ
- Нећу више (са Шкабом и Жоблом)
- Ако умрам (ил загинам) (са Шкабом и Жоблом)
- З бркатим јеврејем на слици (са Арафатом и Злим Тонијем)
- Амазон (са Арафатом и Струком)
- Блокџија (са Жутим, Млатом и Цобраном)
- Напушавање (са Бригадом)
- Не може ништа на пола (са групом ТХЦФ)
- Бам бам (са Којотом и Рудом)
- Ја то волим (са Цобијем)
- Овде и сада (са ТХЦФ, Млатом и Дрипцем)
- Борба
- Маче (са Ђусом)
- Иван Гавриловић[11]
- Балкански сан (са ТХЦФ)
- Дизел (са Газда Пајом)
- Сергио
- Слога биће пораз врагу
- Омерта
- Талијано (са Газда Пајом)
- Много њих
- Ла бомбонера
- Банда
- Рататата (са Мими Мерцедез)
- М.У.П 2.0 (са Шкабом и Жоблом)

### Видеографија
| Спот                                      | Година | Режисер                                  |
| ----------------------------------------- | ------ | ---------------------------------------- |
| Булевар насиља (са групом ТХЦФ)           | 2009.  |                                          |
| Реп и град (са Фантатичном четворком)     | 2012.  | Магмедија                                |
| З бркатим јеврејем на слици (са Арафатом) | 2013.  | Мегдан продукција                        |
| Ја то волим (са Цобијем)                  | 2016.  | Леонард Фирцнер и Страхиња МалоСамо      |
| Теријерска крв                            | 2017.  | Бошко Козарски                           |
| Барјак црн к'о ноћ                        | 2018.  | Немања Војиновић                         |
| Борба                                     | 2018.  | Огњен Јанковић                           |
| Бам бам (са Којотом и Рудом)              | 2018.  | Леонард Фирцнер и Страхиња МалоСамо      |
| Маче (са Ђусом)                           | 2018.  | Леонард Фирцнер                          |
| Иван Гавриловић                           | 2019.  | Борис Зец                                |
| Балкански сан (са групом ТХЦФ)            | 2020.  | Марко Тодоровић                          |
| Дизел (са Газда Пајом)                    | 2020.  | Леонард Фирцнер                          |
| Сергио                                    | 2021.  | Блашко Гаврић Жобла                      |
| Омерта                                    | 2021.  | Блашко Гаврић Жобла и Владимир Бјелобаба |
| Рататата (са Мими Мерцедес)               | 2022.  | Маја Узелац                              |